# Uppsala Southern Schmidt Telescope
Le télescope de Schmidt austral d'Uppsala fut construit par l'université d'Uppsala au mont Stromlo près de Canberra en Australie à l'initiative du professeur Gunnar Malmquist. Il entra en service en 1957 et Bengt Westerlund fut le premier astronome permanent d'Uppsala à y travailler. Il fut déplacé du mont Stromlo vers l'observatoire de Siding Spring en 1982.
Il possède un champ de visée trois fois plus important que le télescope anglo-australien (AAT). Il utilise un miroir sphérique au lieu d'un miroir parabolique avec une lame correctrice asphérique de 0,6 m. Des plaques et des films photographiques étaient utilisés par le passé. Maintenant, le télescope est équipé de CCD (40 fois plus sensible que la photographie).
Ce télescope est utilisé pour découvrir et retrouver des astéroïdes, et en particulier pour rechercher des astéroïdes géocroiseurs (programme Siding Spring Survey). C'est avec ce télescope que la comète McNaught (C/2006 P1) fut découverte par Robert H. McNaught.